# Beautiful Intentions
| Оценки критиков         | Оценки критиков |
| Источник                | Оценка          |
| ----------------------- | --------------- |
| AllMusic                | [ 3 ]           |
| Manchester Evening News | Positive        |

Beautiful Intentions — третий студийный альбом британской певицы и композитора Melanie C и 1-й, выпущенный под её собственным лейблом «Red Girl Records» после разрыва контракта с «Virgin Records». Выпуск состоялся 11 апреля 2005 года в Великобритании и других странах. Позже альбом был переиздан. Альбом имел большой коммерческий успех в Европе, попав в топ-20 в Австрии, Германии, Шотландии, Швейцарии и Португалии. Он получил золотые сертификаты в Германии, Австрии и Швейцарии и платиновый сертификат в Португалии. В 2006 году Мелани Си объявила на своем официальном сайте, что Beautiful Intentions превзошла свой предыдущий альбом Reason, показав продажи более 1 миллиона копий по всему миру.
Всего с альбома было выпущено 3 сингла: «Next Best Superstar», «Better Alone» и «First Day of My Life», вошедший в новое издание.

## Обзор
После выпуска ее предыдущего альбома Reason, Мелани Си была уволена ее оригинальным лейблом Virgin Records. Основной причиной ее увольнения были разочаровывающие продажи ее второго альбома "Reason".  Говоря о разрыве с Virgin во время интервью с The Guardian, Мелани Си заявила, что у нее были смешанные чувства. "Я знала, что они начинают терять веру в меня, поэтому я на самом деле с облегчением ушла. Запуск моего собственного лейбла были самой захватывающей вещью."  Весной 2004 года Мелани создала собственный независимый лейбл "Red Girl Records", чтобы записывать и выпускать свои собственные проекты вместе со своим менеджером Нэнси Филлипс. Название лейбла было навеяно цветами футбольного клуба Ливерпуль, болельщиком которого является Чизхольм.
Beautiful Intentions стал первым альбомом, который Melanie C выпустила под своим собственным лейблом «Red Girl Records». Перед началом студийной сессии по записи альбома певица провела небольшое турне под названием «Barfly Tour», в течение которого представила некоторые треки с альбома.
Альбом «Beautiful Intentions» был сертифицирован золотым в Германии, Австрии и Швейцарии и платиновым в Португалии, где альбом провёл 9 недель на первой позиции в сводном чарте альбомов. В то же время успех альбома в Великобритании был менее, чем умеренным: 3-я сольная пластинка Чисхолм добралась лишь до 24-й позиции в сводном чарте.
Было продано более 1 500 000 копий по всему миру.

## Список композиций
| №                   | Название               | Автор(ы)                                                                        | Продюсер(ы)                             | Длительность |
| ------------------- | ---------------------- | ------------------------------------------------------------------------------- | --------------------------------------- | ------------ |
| 1.                  | «Beautiful Intentions» | Melanie Chisholm, Paul Boddy, Dele Ladimeji                                     | Greg Haver/Paul Boddy                   | 3:52         |
| 2.                  | «Next Best Superstar»  | Adam Argyle                                                                     | Greg Haver                              | 3:29         |
| 3.                  | «Better Alone»         | Melanie Chisholm & Peter-John Vettese                                           | Greg Haver                              | 4:35         |
| 4.                  | «Last Night On Earth»  | Melanie Chisholm, Phil Thornalley, Dave Munday                                  | Greg Haver                              | 3:28         |
| 5.                  | «You Will See»         | Melanie Chisholm, Carsten Kroeyer, Jacob Binzer, Ajelown Owais, Deborah Odedere | Greg Haver                              | 3:29         |
| 6.                  | «Never Say Never»      | Melanie Chisholm, Charlie Grant, Peter Woodroffe                                | Greg Haver/Charlie Grant/Pete Woodroffe | 3:11         |
| 7.                  | «Good Girl»            | Melanie Chisholm, Tore Johansson                                                | Greg Haver                              | 4:07         |
| 8.                  | «Don't Need This»      | Melanie Chisholm, Greg Hatwell, Marc Lane                                       | Greg Haver/Greg Hatwel                  | 3:50         |
| 9.                  | «Little Piece Of Me»   | Melanie Chisholm, Richard Buckton, Pete Woodroffe                               | Greg Haver                              | 3:00         |
| 10.                 | «Here and Now»         | Melanie Chisholm, M. Benbrook, Simmons                                          | Greg Haver                              | 4:29         |
| 11.                 | «Take Your Pleasure»   | Melanie Chisholm, Paul Boddy, Dele Ladimeji                                     | Greg Haver                              | 3:11         |
| 12.                 | «You'll Get Yours»     | Melanie Chisholm, Peter-John Vettese                                            | Greg Haver/Peter-John Vettese           | 4:43         |
| Общая длительность: | Общая длительность:    | Общая длительность:                                                             | Общая длительность:                     | 45:26        |

| №   | Название                                           | Автор(ы)                              | Продюсер(ы)           | Длительность |
| --- | -------------------------------------------------- | ------------------------------------- | --------------------- | ------------ |
| 1.  | «First Day of My Life»                             | Enrique Iglesias Chambers             | Flack                 | 4:04         |
| 2.  | «Beautiful Intentions»                             | Chisholm Boddy Ladimeji               | Haver Boddy           | 3:52         |
| 3.  | «Next Best Superstar»                              | Argyle                                | Haver                 | 3:29         |
| 4.  | «Better Alone»                                     | Chisholm Vettese                      | Haver                 | 4:35         |
| 5.  | «Last Night on Earth»                              | Chisholm Thornalley Munday            | Haver                 | 3:28         |
| 6.  | «You Will See»                                     | Chisholm Kroeyer Binzer Owais Odedere | Haver                 | 3:29         |
| 7.  | «Never Say Never»                                  | Chisholm Grant Woodroffe              | Haver Grant Woodroffe | 3:11         |
| 8.  | «Good Girl»                                        | Chisholm Johansson                    | Haver                 | 4:07         |
| 9.  | «Don't Need This»                                  | Chisholm Hatwell Lane                 | Haver Hatwell         | 3:50         |
| 10. | «Little Piece of Me»                               | Chisholm Buckton Woodroffe            | Haver                 | 3:00         |
| 11. | «Here and Now»                                     | Chisholm Benbrook Simmons             | Haver                 | 4:29         |
| 12. | «Take Your Pleasure»                               | Chisholm Boddy Ladimeji               | Haver                 | 3:11         |
| 13. | «You'll Get Yours»                                 | Chisholm Vettese                      | Haver Vettese         | 4:43         |
| 14. | «First Day of My Life» (Making of the music video) |                                       |                       | 4:05         |

| №   | Название                 | Автор(ы)                            | Продюсер(ы)   | Длительность |
| --- | ------------------------ | ----------------------------------- | ------------- | ------------ |
| 13. | «First Day of My Life»   | Enrique Iglesias Chambers           | Richard Flack | 4:04         |
| 14. | «Everything Must Change» | Chisholm Henry Priestman Guy Batson | The Erneez    | 3:32         |
| 15. | «Warrior»                | Chisholm Johansson                  | Johansson     | 3:47         |
| 16. | «Runaway»                | Chisholm Johansson                  | Haver         | 3:24         |

| №   | Название                                     | Автор(ы)                      | Продюсер(ы)   | Длительность |
| --- | -------------------------------------------- | ----------------------------- | ------------- | ------------ |
| 13. | «First Day of My Life»                       | Enrique Iglesias Guy Chambers | Richard Flack | 4:04         |
| 14. | «Runaway»                                    | Chisholm Johansson            | Haver         | 3:24         |
| 15. | «Next Best Superstar» (Culprit One Club Mix) |                               |               | 5:29         |
| 16. | «Better Alone» (Pop Mix)                     |                               |               | 3:56         |
| 17. | «First Day of My Life» (Acoustic)            |                               |               | 4:04         |

| №   | Название                                     | Длительность |
| --- | -------------------------------------------- | ------------ |
| 13. | «First Day of My Life» (RFM − Live Acoustic) | 4:05         |
| 14. | «Better Alone» (RFM − Live Acoustic)         | 3:01         |
| 15. | «Here and Now» (RFM − Live Acoustic)         | 3:27         |
| 16. | «Next Best Superstar» (RFM − Live Acoustic)  | 3:21         |
| 17. | «Beautiful Intentions» (RFM − Live Acoustic) | 4:03         |

| №   | Название                            | Длительность |
| --- | ----------------------------------- | ------------ |
| 13. | «Next Best Superstar» (Music Video) | 3:31         |
| 14. | «Better Alone» (UK Music Video)     | 3:59         |
| 15. | «Beautiful Intentions» (E.P.K)      | 17:52        |
| 16. | «Photo Gallery»                     | 3:00         |
| 17. | «Biography»                         |              |

| №   | Название                              | Длительность |
| --- | ------------------------------------- | ------------ |
| 13. | «Next Best Superstar» (music video)   | 3:31         |
| 14. | «Better Alone» (European music video) | 3:06         |
| 15. | «First Day of My Life» (music video)  | 4:04         |

## Чарты и Сертификации
| Чарт (2005)                       | Пик позиция |
| --------------------------------- | ----------- |
| Австрия (Ö3 Austria)              | 12          |
| Бельгия/Фландрия (Ultratop)       | 90          |
| Нидерланды (Album Top 100)        | 98          |
| Франция (SNEP)                    | 98          |
| Германия (Offizielle Top 100)     | 15          |
| Италия (Classifica album)         | 68          |
| Польша (ZPAV)                     | 28          |
| Португалия (AFP)                  | 1           |
| Шотландия (Scottish Albums Chart) | 9           |
| Испания (PROMUSICAE)              | 52          |
| Швеция (Sverigetopplistan)        | 31          |
| Швейцария (Schweizer Hitparade)   | 14          |
| Великобритания (UK Albums Chart)  | 24          |

| Чарт (2005)                     | Позиция |
| ------------------------------- | ------- |
| Германия (Offizielle Top 100)   | 88      |
| Швейцария (Schweizer Hitparade) | 70      |

| Чарт (2006)                     | Позиция |
| ------------------------------- | ------- |
| Швейцария (Schweizer Hitparade) | 85      |

## Сертификации
| Регион                                                      | Сертификация | Продажи  |
| ----------------------------------------------------------- | ------------ | -------- |
| Германия (BVMI)                                             | Золотой      | 100 000^ |
| Португалия (AFP)                                            | Платиновый   | 40 000^  |
| Швейцария (IFPI Switzerland)                                | Золотой      | 20 000^  |
| ^ Данные о тиражах приведены только на основе сертификации. |              |          |